# Behaarte Karde
Die Behaarte Karde (Dipsacus pilosus L., Syn.: Virga pilosa (L.) Hill) ist eine Pflanzenart aus der Gattung der Karden (Dipsacus) in der Unterfamilie der Kardengewächse (Dipsacoideae).

## Merkmale

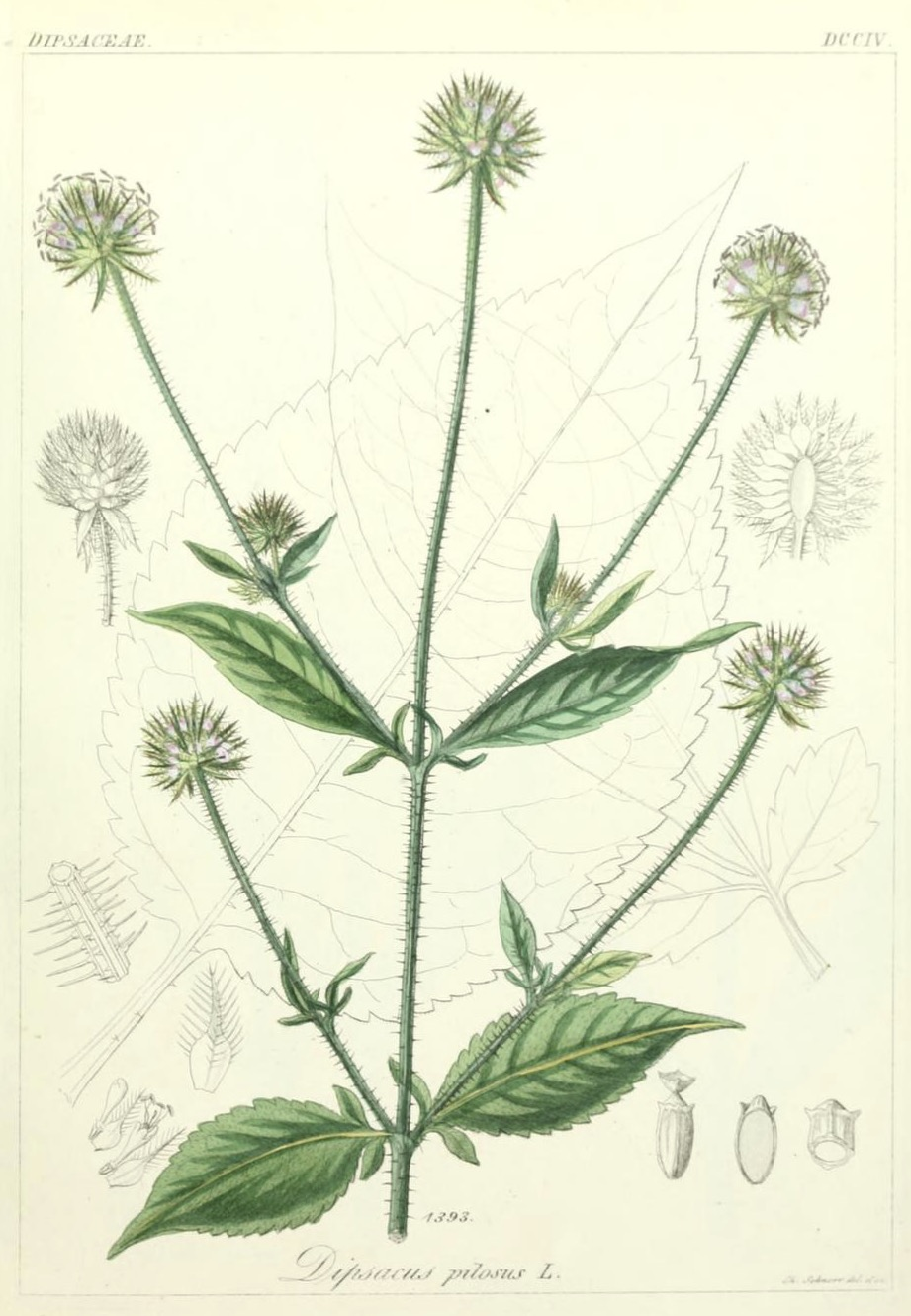
Illustration

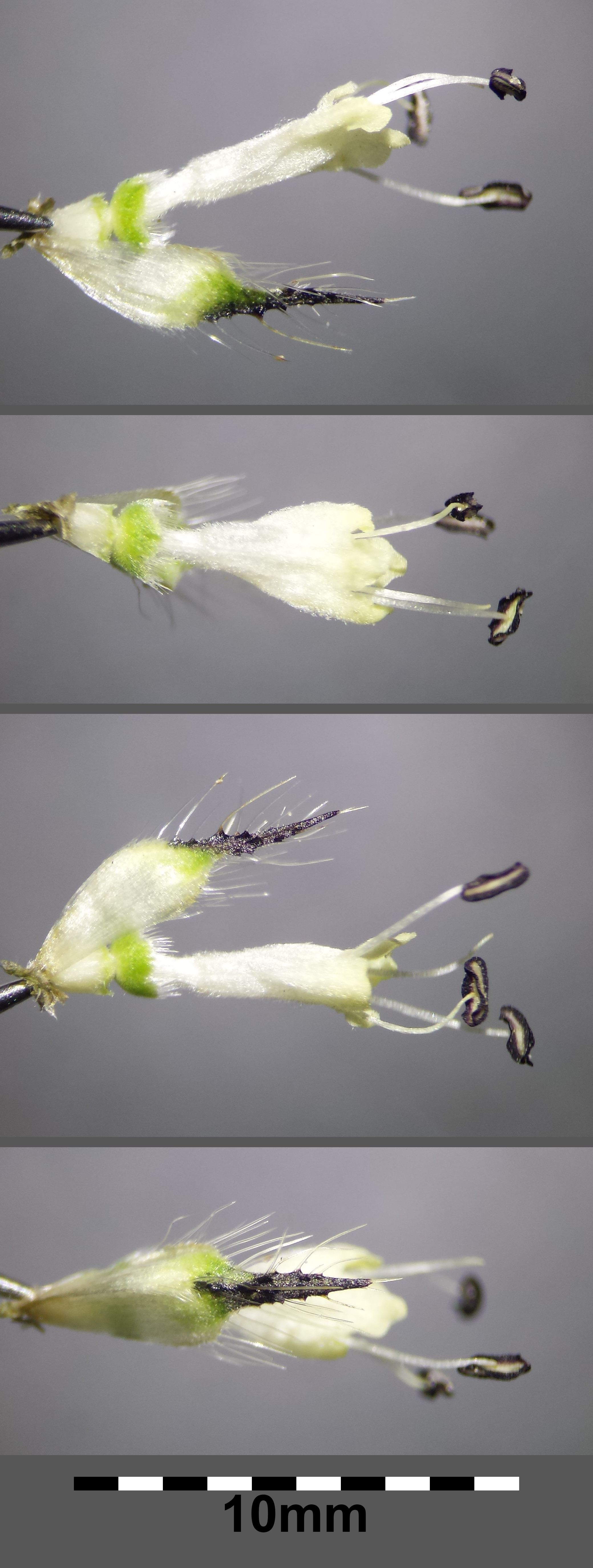
Blüte mit kürzerem und auch an der Spitze borstig bewimpertem Deckblatt

### Vegetative Merkmale
Die Behaarte Karde ist eine zweijährige Pflanze, die Wuchshöhen von 60 bis 120 Zentimeter erreicht. Sie ist aufrecht und verzweigt. Sowohl Stängel als auch Laubblätter sind mehr oder weniger stark borstenhaarig und stachelig. Die Stängelblätter sind gestielt und nicht verwachsen. Die untersten sind langgestielt, eiförmig, in der Regel ganzrandig und haben manchmal zwei kleinere Seitenfiedern. Die oberen Blätter sind eiförmig-elliptisch, kurzgestielt und oft dreiteilig.

### Generative Merkmale
Die weißlichen Blüten sind in einem dichten, kugeligen, kopfigen Blütenstand angeordnet, der einen Durchmesser von 2 bis 2,5 Zentimeter aufweist und vor dem Aufblühen nickend ist. Die Staubbeutel sind meist schwarzviolett. Die Hüllblätter sind ein wenig länger als die Blüten. Zwischen den Einzelblüten der Blütenköpfe befinden sich 8–12 mm lange Deckblätter (Spreublätter), welche kürzer als die Einzelblüten sind. Die Deckblätter besitzen einen verkehrt-eiförmigen Grund, der plötzlich in die höchstens gleich lange grannenartige Spitze zusammengezogen ist. Die Deckblätter sind bis zu ihrer Spitze borstig bewimpert.
Die Blütezeit reicht von Juli bis August.
Die Chromosomenzahl beträgt 2n = 18.

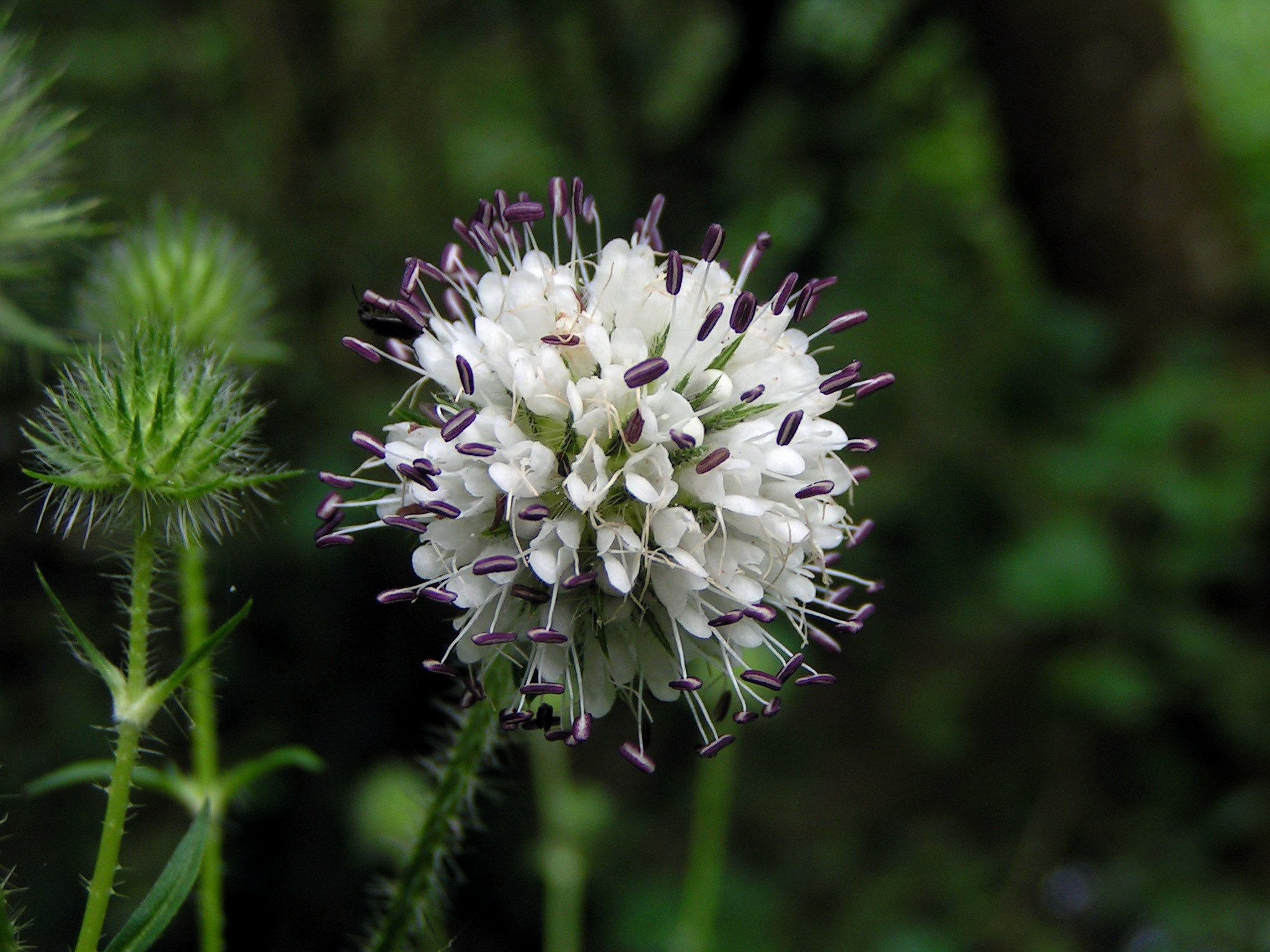
Blütenkopf
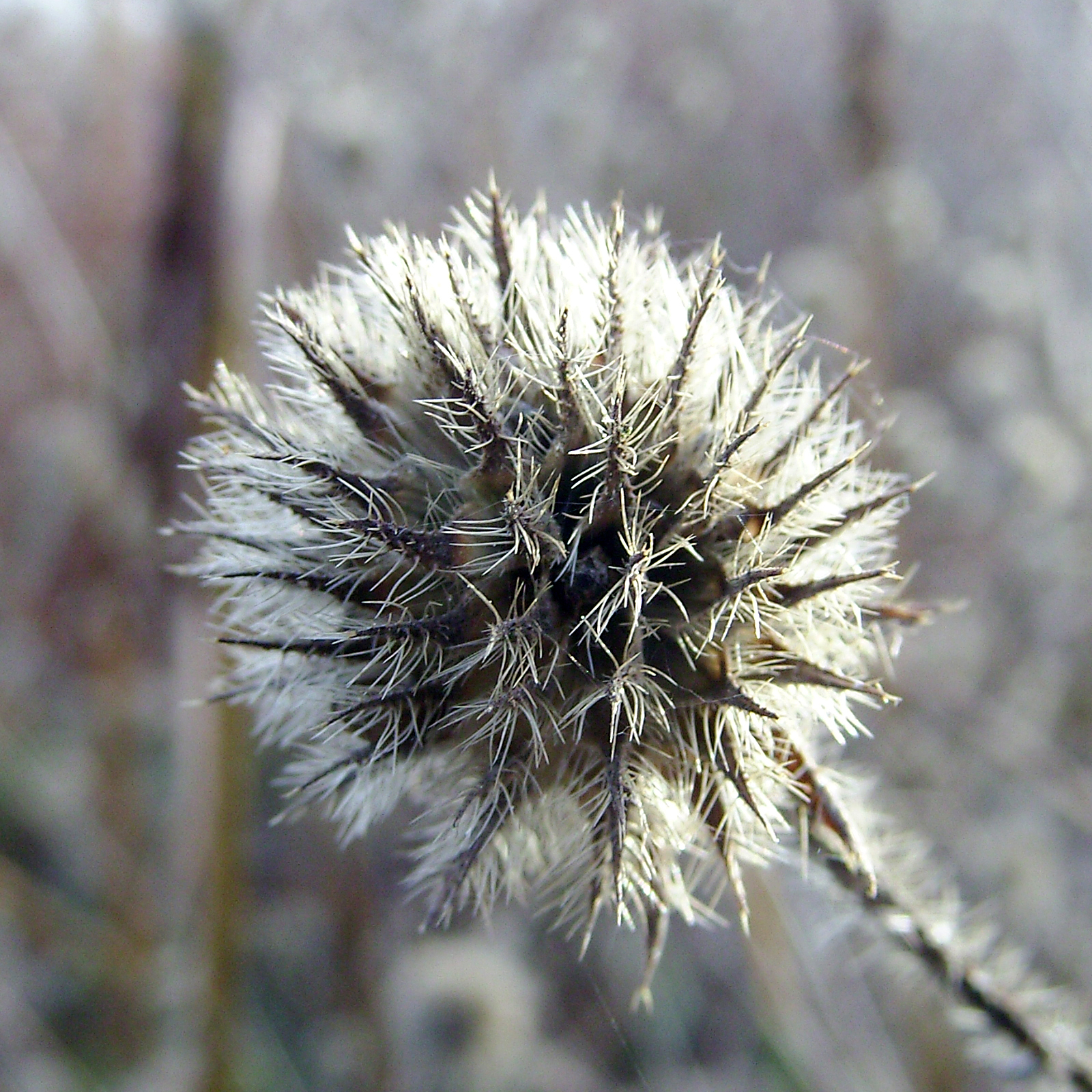
Fruchtstand
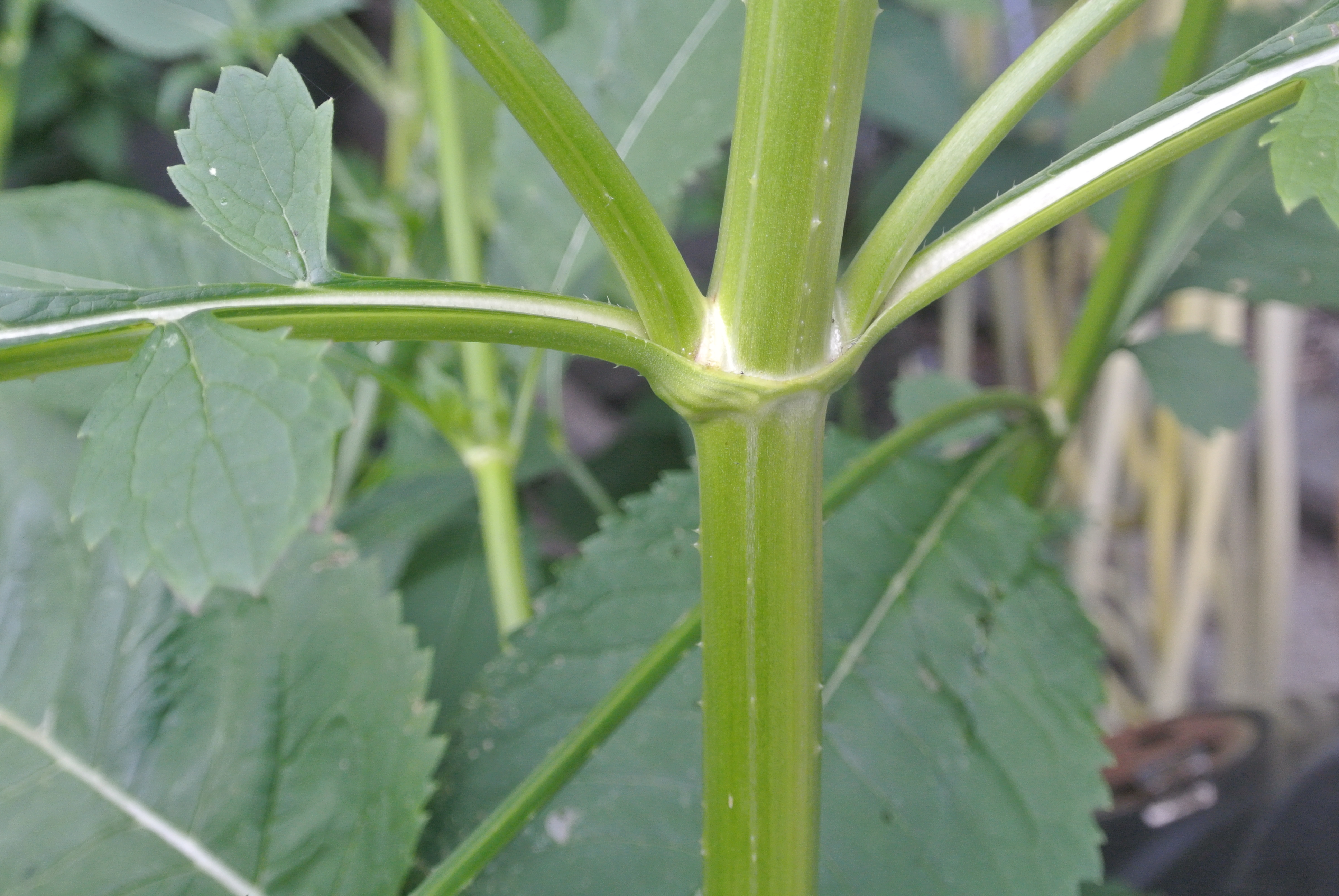
Fiederblättchen (links) am Blattgrund

### Ähnliche Arten
Bezüglich der Unterscheidung von der ähnlichen Schlanken Karde siehe dort.

## Ökologie
Die Behaarte Karde ist ein Hemikryptophyt. Die vormännlichen Blüten öffnen sich in konzentrischen Zonen nacheinander; sie werden von Insekten (bevorzugt von Hummeln) bestäubt.

## Vorkommen
Die Behaarte Karde kommt ursprünglich von Europa bis zum nördlichen Iran vor. Ihr Verbreitungsgebiet umfasst dabei die Länder Spanien, Frankreich, Großbritannien, Italien, die Schweiz, Belgien, die Niederlande, Dänemark, Deutschland, Tschechien, die Slowakei, Polen, Österreich, Liechtenstein, Slowenien, Kroatien, Serbien, Ungarn, Bulgarien, Rumänien, die Ukraine, die Türkei, Moldawien, den Kaukasusraum und das europäische Russland.
In Mitteleuropa und dem nördlichen Südeuropa kommt die Behaarte Karde in lichten Wäldern, Auwäldern, an Flussufern, feuchten Wald- und Wegrändern, Zäunen und Hecken vor. In Deutschland tritt diese Art zerstreut bis selten auf.
Nach Ellenberg ist sie eine Halblichtpflanze, intermediär kontinental verbreitet und an stickstoffreichen Standorten wachsend. Sie ist eine Verbandscharakterart der Lauchkraut-Säume (Alliarion) und kommt oft im Dipsacetum pilosi vor.

## Taxonomie
Dipsacus pilosus L. hat auch die Synonyme Cephalaria pilosa (L.) Gren. & Godr. und Virga pilosa (L.) Hill.

## Verwendung
Die Behaarte Karde wird auch als Zierpflanze kultiviert.